# Arborista

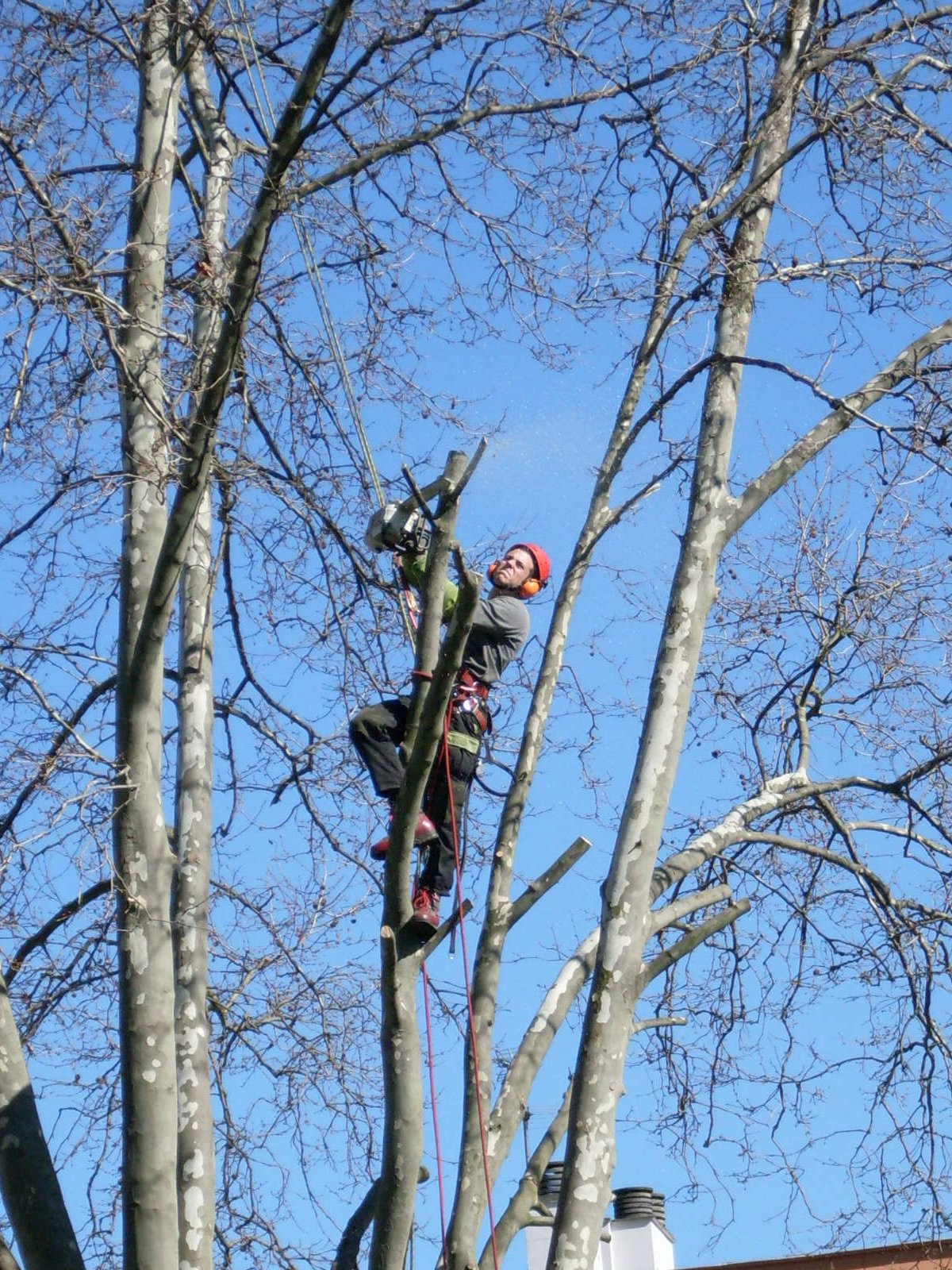
Arborista munka közben (2010)

Peter Bedker definíciója szerint „Az arborista fák gondozásában jártas specialista, aki jól ismeri a fák szükségleteit, szakképzettsége és felszerelése révén képes biztonságban dolgozni a fák koronájában és megfelelően gondoskodni róluk”.
Munkájuk során az arboristák fák lombkoronájában dolgoznak, jellemzően alpintechnikával vagy esetenként emelőkosaras autóból elérve azt. Munkájukhoz tartozik a fák metszése, koronaalakítása, száradékolása – mely során az elszáradt ágakat távolítják el szakszerűen –, és a veszélyes helyzetű fák kitermelése is.